# خلی‌رغ
خلی رغ روستایی در مرغاب از ولایت غور در کشور افغانستان است. باشنده گان خلی رغ از قوم تاجیک اند وبه زبان فارسی صحبت می کنند.